# Danemark aux Jeux olympiques de 1908
Forte de soixante-dix-huit représentants, la délégation danoise revient des Jeux olympiques de 1908, à Londres, avec trois médailles de bronze toutes acquises en lutte gréco-romaine et deux médailles d’argent. L’un d’elles ayant été obtenue grâce à l’équipe de football menée par son joueur vedette, Sophus Nielsen, auteur de 10 buts en demi-finale contre la France. Pour sa troisième participation aux Jeux Olympiques, le Danemark se classe au 16ème au classement des nations.

## Liste des médaillés

### Médailles d'argent
| Sport                | Discipline | Sportifs   |
| Médailles d'argent 2 | |            |
| Natation             | 100 m dos | Ludvig Dam |
| Football             | |            |
| Équipe               | Charlie Williams,Sélectionneur Peter Andersen, Harald Bohr, Charles Buchwald Ludvig Drescher, Johannes Gandil, Harald Hansen August Lindgren, Kristian Middelboe, Nils Middelboe Sophus Nielsen, Oskar Nørland, Bjørn Rasmussen Vilhelm Wolfhagen, Magnus Beck, Ødbert Bjarnholt Knud Hansen, Einar Middelboe |            |

### Médailles de bronze
| Sport                 | Discipline           | Sportifs |
| Médailles de bronze 3 |                      |          |
| Lutte gréco romaine   |                      |          |
| Poids moyens          | Anders Andersen      |          |
| Poids mi-lourds       | Carl Jensen          |          |
| Poids lourds          | Søren Marinus Jensen |          |